# عرقون ثلاثي الشرفات
عرقون ثلاثي الشرفات (الاسم العلمي:Euphrasia tricuspidata) هو نوع غير مؤكد من النباتات يتبع جنس العرقون من الفصيلة الهالوكية.